# Amal (carburateur)
Amal is een voormalig Brits fabrikant van carburateurs, vooral voor motorfietsen en andere kleine verbrandingsmotoren. 

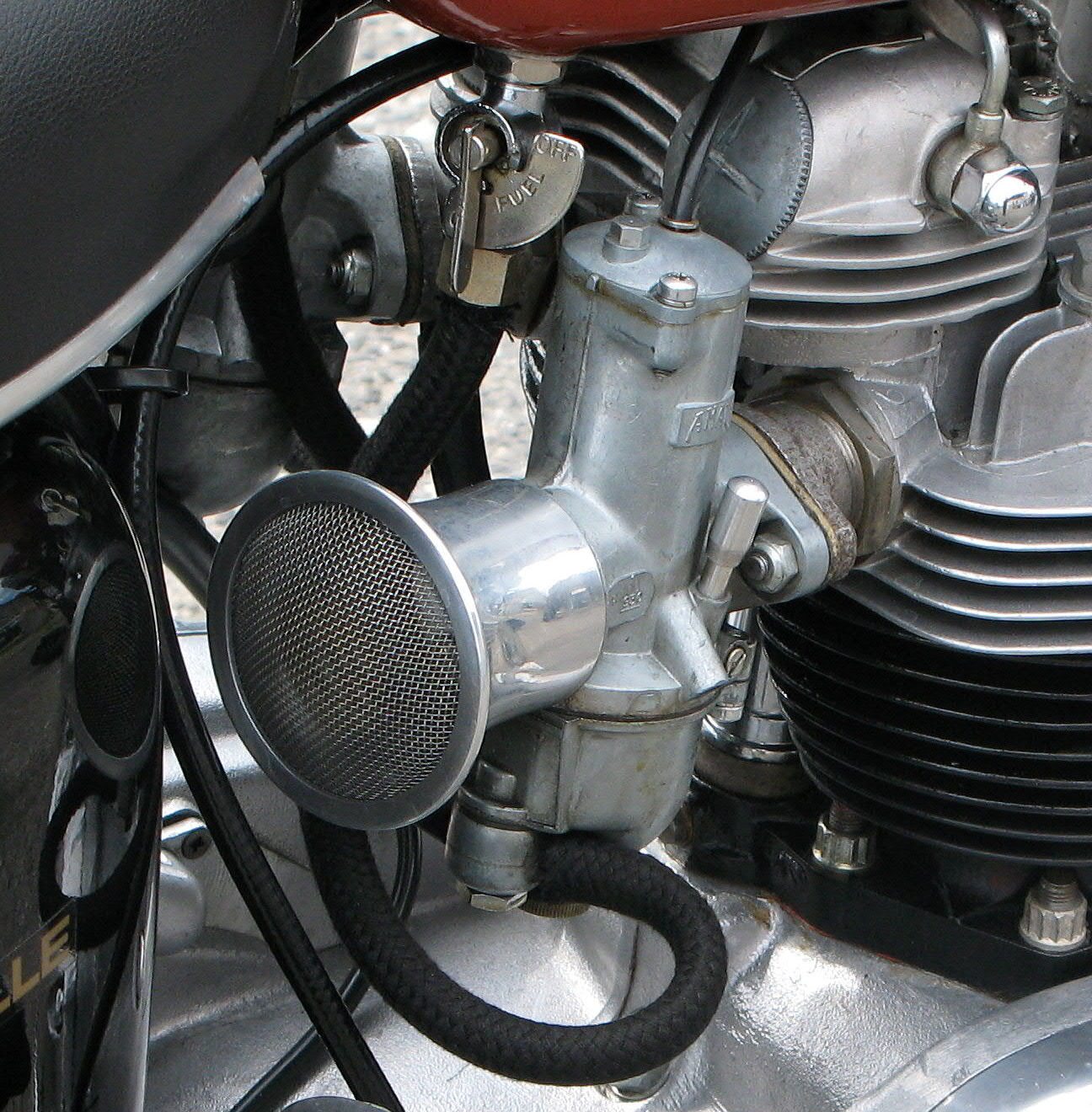
Amal Concentric-carburateur op een Triumph-motorfiets.

De bedrijfsnaam was: Amalgamated Carburetters Ltd., Birmingham, vanaf 1931: Amal Ltd., Birmingham.

## Geschiedenis
Amal ontstond eind jaren twintig door de samensmelting van de fabrikanten Amac, B&B en Binks. De naam verwijst daar ook naar: AMALgamated (samengesmolten). Halverwege de jaren dertig werd het bedrijf overgenomen door Imperial Metal Industries. In 1973 werd het verkocht aan Grosvenor Works Ltd. in Londen. Dat was een bedrijf dat gespecialiseerd was in complete brandstofsystemen. Grosvenor Works begon ook weer oude Amal-carburateurs voor klassieke motorfietsen te produceren. In 2003 ging Amal over naar Burlen Fuel Systems Limited, dat juist gespecialiseerd was in "klassieke" carburateurs, zoals S.U., Zenith en Solex. 

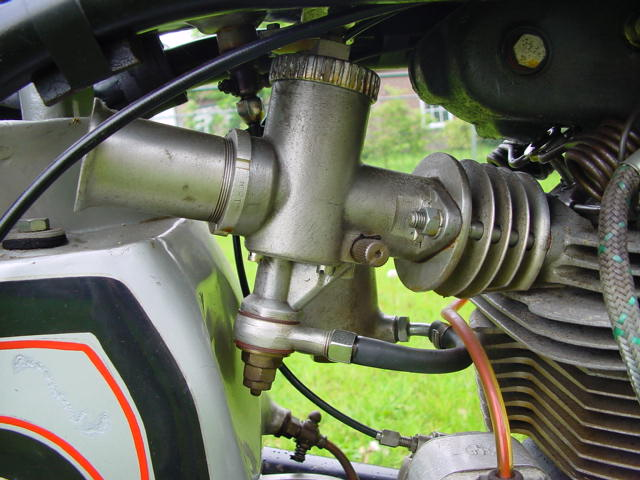
Amal TT op een Norton Manx-racer uit 1955.

### Amal carburateurs
Amal leverde voornamelijk carburateurs aan de Britse motorfietsindustrie, met name aan de grote samenwerkingsverbanden als Associated Motor Cycles (AJS, Francis-Barnett, James, Matchless, Norton en tot 1943 ook Sunbeam) en de BSA-groep (Ariel, BSA, New Hudson, Sunbeam (vanaf 1943), Triumph en Villiers). Toch waren er ook op het Europese vasteland klanten voor Amal-carburateurs, zoals BMW en Moto Guzzi. De Cooper Formule 3-racewagen, die voorzien was van een 1.000cc-AJS-motor met Amal-carburateur was ook populair voor heuvelklimwedstrijden en Sprints. Amal kende twee hoofdtypen: allebei schuifcarburateurs, maar de "Monobloc" had een opzij gemonteerde, aparte vlotterkamer en de latere (vanaf 1967) Amal Concentric had een vaste vlotterkamer aan de onderkant. Bijzondere typen waren de Amal GP en Amal TT-carburateurs. Allebei Monoblocs die alleen gebruikt werden op wegracers of clubmanracers als de BSA Gold Star, de BSA Spitfire en de Velocette Thruxton.

### Nevenproducten
Amal leverde naast de carburateurs via haar dochteronderneming Lozell's Engineering ook veel bedieningselementen, zoals sturen, twist grips, manettes en bowdenkabels.

## Einde
Met de teloorgang van de Britse motorfietsindustrie in de jaren zestig  en -zeventig verdwenen ook de belangrijkste klanten voor Amal-carburateurs. BMW was al lang geleden overgestapt op carburateurs van Bing en Dell'Orto en Moto Guzzi gebruikte ook Dell'Orto. Via Burlen Fuel Systems zijn de klassieke Amal-carburateurs weliswaar nog leverbaar, maar nieuwe worden niet meer gemaakt. De markt is er ook niet meer door de opkomst van de brandstofinjectie.